# Мадам Баттерфляй (фильм-опера, 1956)
«Мада́м Баттерфля́й» (итал. Madame Butterfly) — чёрно-белый художественный телефильм-опера,  поставленный режиссёром Марио Ланфранки в 1956 году, экранизация одноимённой оперы Джакомо Пуччини, в главной партии — Анна Моффо.

## Сюжет
Действие происходит в японском городе Нагасаки в XIX веке.
Телефильм-опера является экранизацией оперы Джакомо Пуччини «Мадам Баттерфляй», которая была создана по мотивам драмы Давида Беласко «Гейша», написанной по мотивам одноимённой журнальной повести Джона Лютера Лонга.
Изложение сюжета см. в статье «Мадам Баттерфляй».

## В ролях
| Актёр                | Роль                                            |
| -------------------- | ----------------------------------------------- |
| Анна Моффо           | Чио-Чио-сан (мадам Баттерфляй)                  |
| Ренато Чиони         | Бенджамин Франклин Пинкертон, лейтенант ВМФ США |
| Афро Поли            | Шарплесс, американский консул                   |
| Мити Труккато Пасе   | Сузуки, служанка Чио-Чио-сан                    |
| Джино Дель Синьоре   | Горо, сват                                      |
| Лейла Дори           | Кэйт Пинкертон, жена Б.Ф.Пинкертона             |
| Пьерлуиджи Латинуччи | принц Ямадори                                   |
| Димитри Лопатто      | Бонза, дядя Чио-Чио-сан                         |
| Аристид Бараччи      | комиссар                                        |

## Музыканты
- Хор и оркестр итальянской телерадиокомпании, Милан.
- Дирижёр — Оливьеро де Фабритиис[итал.].

## Съёмочная группа
- Режиссёр: Марио Ланфранки[итал.]
- Композитор: Джакомо Пуччини
- Сценаристы: Луиджи Иллика, Джузеппе Джакоза

## Издание на видео
- Выпущен на DVD фирмой VAI.